# Microsoft Binder
Microsoft Binder – program służący do łączenia wielu plików typu OLE2.0 (np. pliki .doc, .xls, .ppt, .mpp itd.). W tej aplikacji możemy edytować wiele plików naraz bez konieczności uruchamiania odpowiednich aplikacji.
Program ten zapisuje pliki w formacie .OBD, a formatem dla szablonów jest .OBT.
Microsoft Binder dołączany był do aplikacji Microsoft Office 95, 97 oraz 2000. Pliki Bindera uruchamiane były jeszcze przez Microsoft Office 2003. W tej chwili jedynym sposobem otwarcia tych plików jest rozpakowanie ich za pomocą programu UnBind.